# Antitype albofasciata
Antitype albofasciata là một loài bướm đêm trong họ Noctuidae.